# Башко, Андрей Александрович
Андре́й Алекса́ндрович Башко́ (бел. Андрэй Аляксандравіч Башко; 23 мая 1982, Минск, СССР) — генеральный секретарь Федерации хоккея Беларуси, экс-защитник национальной сборной Беларуси по хоккею с шайбой.

## Карьера

### Клубная
Воспитанник школы минского хоккея, карьеру начинал в команде «Юность-Минск» в 1998 году. До 2001 года выступал за этот клуб в Восточноевропейской хоккейной лиге, после чего перебрался в минский «Керамин». В составе «Керамина» выиграл чемпионат и кубок страны в сезоне 2001/2002, успешно проведя два последующих сезона в команде (две серебряных медали чемпионата Беларуси и два финала кубка Беларуси).
В сезоне 2005/2006 перешёл в новокузнецкий «Металлург», провёл 26 игр. По окончании сезона перешёл в минское «Динамо». В сезоне 2006/2007 стал во второй раз чемпионом Беларуси, а по окончании сезона 2007/2008 снова отправился в Россию выступать в КХЛ в составе хабаровского «Амура». В сезоне 2008/09 провёл 32 игры, забросив одну шайбу и отдав четыре голевые передачи. В начале сезона получил травму после попадания шайбы в голову. Восстановление после травмы завершилось в январе 2009 года. В 2009 году провёл ещё несколько матчей в КХЛ уже в составе минского «Динамо», а в августе 2009 года был отправлен в «Шахтёр» из Солигорска, фарм-клуб минчан. С декабря 2009 года возобновил регулярные выступления за минских динамовцев. В 2011 году сконцентрировался на выступлении в чемпионате Беларуси. За следующие пять лет Башко дважды стал бронзовым и серебряным призером белорусской экстралиги, а также выиграл Кубок Беларуси. Последние два года отыграл в "Кременчуге" и "Абудаби Стормс" и в возрасте 36 лет завершил карьеру игрока.

### В сборной
В сборной Беларуси сыграл 15 игр на чемпионатах мира, набрав два очка за счёт двух голевых передач, а также ещё три игры в рамках олимпийской квалификации к Играм 2006 года в Турине (забросил две шайбы). Выступал на молодёжных чемпионатах мира 2000, 2001 и 2002 годов (16 игр), на юношеском первенстве мира 2000 года (6 игр, две голевые передачи).
8 октября 2021 года избран генеральным секретарем Федерации хоккея Республики Беларусь.